# Pseudokochiomyia vicina
Pseudokochiomyia vicina är en tvåvingeart som först beskrevs av Marikovskij 1961.  Pseudokochiomyia vicina ingår i släktet Pseudokochiomyia och familjen gallmyggor.
Artens utbredningsområde är Kazakstan. Inga underarter finns listade i Catalogue of Life.